# سید کان
سید کان (انگلیسی: Sid Cann؛ ۳۰ اکتبر ۱۹۱۱ – ۱ نوامبر ۱۹۹۶) بازیکن فوتبال اهل بریتانیا بود.
از باشگاه‌هایی که در آن بازی کرده‌است می‌توان به باشگاه فوتبال چارلتون اتلتیک، باشگاه فوتبال تورکی یونایتد، و باشگاه فوتبال منچستر سیتی اشاره کرد.